# António Jorge da Silva Sebastião
António Jorge da Silva Sebastião foi um militar português que ocupou o cargo de presidente da Câmara Municipal de Lisboa de 1972 a 1974 e, por inerência, procurador à Câmara Corporativa. Anteriormente, desempenhou funções como chefe da 3ª Repartição do Quartel-General da Região Militar de Angola e comandante-geral da Polícia de Segurança Pública e da jurisdição da Polícia de Investigação Criminal. Outros cargos que deteve durante a sua carreira, destacam-se o de governador de São Tomé e Príncipe e inspetor superior da Administração.